# Căldăraru, Ilfov
Căldăraru este un sat în comuna Cernica din județul Ilfov, Muntenia, România.